# Villa Gloria (Cadaqués)
Villa Gloria és una casa del municipi de Cadaqués (Alt Empordà) inclosa en l'Inventari del Patrimoni Arquitectònic de Catalunya.

## Descripció
Situada dins del nucli urbà de la població de Cadaqués, al tram central del carrer des Pianc, vora la riba des Poal.
Edifici unifamiliar entre mitgeres de planta més o menys rectangular, format per dos cossos adossats amb les cobertes a dues vessants i distribuïts en planta baixa i dos pisos. L'edifici principal presenta una gran terrassa al nivell del primer pis i la resta d'obertures són rectangulars, la porta d'accés amb llinda de lloses de pissarra disposades a sardinell. Al costat, la porta del garatge ha estat reformada. Per accedir a la porta hi ha unes escales exteriors de lloses de pissarra, ja que la zona presenta un gran desnivell i la construcció es troba assentada damunt la roca. El cos adossat està retirat de la línia de façana i presenta una construcció força més senzilla. De l'interior destaquen les voltes rebaixades de la planta baixa i els sostres embigats dels pisos superiors. Destaca també la distribució de la sala-menjador de la primera planta, mig nivell més amunt que la resta. Alguns dels mobles són d'obra.
L'edifici principal està bastit amb pedra llicorella de la zona completament emblanquinada, mentre que el cos secundari està arrebossat i pintat també de blanc.

## Història
A partir dels anys 50, Cadaqués es va convertir en un centre cultural important, on es reunien personatges de la burgesia catalana i artistes internacionals de ressò. Aquests fets, juntament amb l'increment de turisme, varen comportar la construcció de noves cases d'estiueig i la reforma de les antigues introduint variacions lligades a les darreres tendències arquitectòniques, encara que conservant, globalment, l'estil arquitectònic tradicional.
El 1959 la casa va ser reformada pels arquitectes Peter Harnden i Lanfranco Bombelli.